# Lijst van beschermd erfgoed in Daverdisse
Onderstaande tabel geeft een overzicht van de beschermde erfgoederen in de gemeente Daverdisse. Het beschermd erfgoed maakt deel uit van het cultureel erfgoed in België.
| Object | Bouwjaar/architect | Deelgemeente | Adres | Coördinaten                  | Nummer?                | Afbeelding |
| --- | ------------------ | ------------ | ----- | ---------------------------- | ---------------------- | ---------- |
| Honderdjarige iep en linde in Daverdisse. De iep aan de rechterkant van het oude kasteel op de kruising van de wegen 5 en 14, en de linde op het kruispunt van de wegen 5 en 15 |                    |              |       | 50° 1' 22" NB, 5° 6' 52" OL  | 84016-CLT-0002-01 Info |            |
| De brug van Gades in Daverdisse (M) en het omliggende land |                    |              |       | 49° 59' 38" NB, 5° 4' 15" OL | 84016-CLT-0003-01 Info |            |